# Gotthold Eisenstein
Ferdinand Gotthold Max Eisenstein (Berlim, 16 de abril de 1823 — Berlim, 11 de outubro de 1852) foi um matemático alemão.
Especialista em teoria dos números e análise matemática, provou diversos resultados que escaparam até mesmo de Carl Friedrich Gauss. Assim como Évariste Galois e Niels Henrik Abel antes dele, Eisenstein morreu antes de atingir a idade de 30 anos. Nasceu e morreu em Berlim.

## Início da vida
Ainda jovem demonstrou talento para a matemática, e também para a música. Ainda criança aprendeu a tocar piano, continuando a tocar e compor até a morte prematura.
Sofreu de vários problemas de saúde durante sua vida, incluindo meningite quando criança, doença que vitimou todos seus cinco irmãos e irmãs. Em 1837, com 14 anos de idade, entrou no ginásio Friedrich Wilhelm, e logo em seguida no ginásio Friedrich Werder, em Berlim. Seus professores reconheceram seu talento em matemática, porém com 15 anos de idade teve de aprender todo o conteúdo do currículo escolar, iniciando a estudar cálculo diferencial com os livros de Euler e Lagrange.
Com 17 anos de idade, ainda estudante ginasial, começou a frequentar as aulas de Dirichlet e outros na Universidade de Berlim. Em 1842, antes de seus exames finais, viajou com sua mãe para a Inglaterra, a procura de seu pai. Em 1843 encontrou Hamilton em Dublin, que lhe deu uma cópia de seu livro sobre a prova de Niels Henrik Abel da impossibilidade de resolver polinômios de quinto grau, obra que estimularia o interesse de Eisenstein pela pesquisa matemática.

## Cinco anos notáveis
Em 1843 Eisenstein retornou a Berlim, onde foi aprovado nos exames escolares, e matriculou-se na universidade no outono seguinte. Em janeiro de 1844 já havia apresentado seu primeiro trabalho à Academia de Ciências da Prússia, sobre formas cúbicas em duas variáveis. No mesmo ano encontrou-se a primeira vez com Alexander von Humboldt, que foi mais tarde seu patrão. Humboldt conseguiu suportes financeiros do rei, do governo da Prússia e da academia para compensar a extrema pobreza de Eisenstein. O dinheiro, recebido atrasado e disponibilizado de mal grado, foi aplicado por Eisenstein: publicou em 1844 mais de 23 artigos e dois problemas no Jornal de Crelle, incluindo duas provas da lei da reciprocidade quadrática, e das leis análogas da reciprocidade cúbica e reciprocidade quártica.
Em junho de 1844 Eisenstein visitou Carl Friedrich Gauss em Göttingen. Em 1845 Ernst Kummer comunicou-o a concessão de um doutorado honorário na Universidade de Wrocław. Jacobi também encorajou esta distinção, mas as relações posteriores entre ambos foram depois estremecidas, devido a desacordos sobre a ordem de descobertas feitas em 1846. Em 1847 Eisenstein habilitou-se na Universidade de Berlim, onde iniciou sua curta carreira de professor. Bernhard Riemann foi seu aluno no curso de funções elípticas.

## Prisão e morte
Em 1848 Eisenstein foi preso por curto período pelo exército prussiano, por suas atividades revolucionárias em Berlim. Eisenstein tinha simpatias republicanas, e embora não tenha participado ativamente da revolução de 1848, foi preso em 19 de março. Embora solto um dia depois, o duro tratamento a que foi submetido danificou seu já combalido estado de saúde. Porém sua associação com a causa republicana levou à suspensão de seu apoio financeiro, apesar dos esforços de Humboldt em sua defesa.
Independente de sua saúde, Eisenstein continuou a publicar artigos sobre a partição quadrática de números primos e leis de reciprocidade. Em 1851, instigado por Gauss, foi eleito membro da Academia de Ciências de Göttingen; um ano depois, agora recomendado por Dirichlet, foi eleito para a Academia de Ciências de Berlim.
Morreu de tuberculose com 29 anos de idade. Humboldt, então com 83 anos, acompanhou seu sepultamento. Ele havia obtido, tardiamente, os recursos necessários para enviar Eisenstein de férias para a Sicília.
Gauss teria afirmado: "Houve apenas três matemáticos que caracterizaram seu tempo: Arquimedes, Newton e Eisenstein".

## Publicações
- Eisenstein, Gotthold (1975), Mathematische Werke, ISBN 978-0-8284-1280-3 (em alemão), New York: AMS Chelsea Publishing,  Weil's review